# Mùa đông Bắc Mỹ 2023–24
Mùa đông Bắc Mỹ 2023–24 bắt đầu vào ngày đông chí diễn ra vào ngày 21 tháng 12 năm 2023 và sẽ kết thúc vào mùa xuân điểm phân sẽ diễn ra vào ngày 20 tháng 3 năm 2024. Dựa trên định nghĩa khí tượng, ngày đầu tiên của mùa đông bắt đầu vào ngày 1 tháng 12 và ngày cuối cùng sẽ là ngày 28 tháng 2. Tuy nhiên, các cơn bão mùa đông có thể xảy ra bên ngoài những giới hạn này.

## Dự báo mùa
Vào ngày 4 tháng 10 năm 2023, AccuWeather đã công bố dự báo mùa đông của họ. Họ dự đoán sẽ có El Niño; dự báo của họ cho biết Đông Nam Hoa Kỳ và California sẽ ẩm ướt hơn mức trung bình, một số nơi có thể hình thành các đợt bùng phát thời tiết khắc nghiệt. Trung Tây Hoa Kỳ được dự đoán sẽ có nhiệt độ cao hơn và điều kiện khô hơn mức trung bình. AccuWeather lưu ý rằng các thành phố như Boston, Thành phố New York, Philadelphia và Pittsburgh dự kiến sẽ có nhiều tuyết rơi hơn mùa đông năm ngoái. Dự đoán cho Bờ Tây Hoa Kỳ là bão sẽ thường xuyên xảy ra vào mùa đông.